# Face Off (programma televisivo)
Face Off è stato un reality show statunitense trasmesso sulla piattaforma via cavo Syfy dal 2011 al 2018, in cui un gruppo di esperti del trucco prostetico competevano l'uno contro l'altro.
Ogni settimana i concorrenti affrontavano la “sfida della ribalta”, che serviva per verificare le loro abilità e tecniche nel creare make-up in base alle direttive date dai giudici; alla fine di ogni puntata un concorrente veniva eliminato. In alcuni episodi, all'inizio, era presente una “sfida preliminare” che serviva per dare determinati privilegi al vincitore (immunità, precedenza nella scelta dei modelli, ecc...). Il vincitore finale portava a casa un premio in denaro, più altri aggiuntivi.
La conduttrice del programma è stata l'attrice McKenzie Westmore, nota per il suo ruolo di Sheridan Crane nell'ex soap opera NBC/DirecTV Passions, e membro dell'influente famiglia di truccatori Westmore, figlia di Michael. I concorrenti erano valutati individualmente da una giuria di truccatori professionisti e di effetti speciali composta, variabilmente, da: Glenn Hetrick, Ve Neill, Patrick Tatopoulos, Neville Page e Lois Burwell. Durante le varie puntate sono intervenuti alcuni esponenti del mondo cinematografico, come registi, attori, produttori, truccatori e professionisti del settore. Dalla quarta alla tredicesima (e ultima) edizione, Michael Westmore ha funto da mentore fisso per i concorrenti.

## Produzione e sviluppo
Syfy inizia l'ideazione di Face Off nel marzo 2010, in associazione con la società Mission Control Media. Viene confermata la produzione a maggio e vengono annunciati i giudici e la conduttrice a novembre. I casting sono avvenuti a Los Angeles e Orlando e la produzione ha accettato casting video fino al 15 settembre.

## Giudici
| Giudice            | Edizione | Edizione | Edizione | Edizione | Edizione | Edizione | Edizione | Edizione | Edizione | Edizione | Edizione | Edizione | Edizione |
| Giudice            | 1        | 2        | 3        | 4        | 5        | 6        | 7        | 8        | 9        | 10       | 11       | 12       | 13       |
| ------------------ | -------- | -------- | -------- | -------- | -------- | -------- | -------- | -------- | -------- | -------- | -------- | -------- | -------- |
| Glenn Hetrick      |          |          |          |          |          |          |          |          |          |          |          |          |          |
| Ve Neill           |          |          |          |          |          |          |          |          |          |          |          |          |          |
| Patrick Tatopoulos |          |          |          |          |          |          |          |          |          |          |          |          |          |
| Neville Page       |          |          |          |          |          |          |          |          |          |          |          |          |          |
| Lois Burwell       |          |          |          |          |          |          |          |          |          |          |          |          |          |

## Edizioni
| Edizione | Episodi | Prima TV USA | Prima TV Italia | Concorrenti | Vincitore        |
| -------- | ------- | ------------ | --------------- | ----------- | ---------------- |
| 1ª       | 8       | 2011         | 2012            | 12          | Conor McCullagh  |
| 2ª       | 10      | 2012         | 2012            | 14          | Rayce Bird       |
| 3ª       | 12      | 2012         | 2013            | 12          | Nicole Chilelli  |
| 4ª       | 11      | 2013         | 2013            | 14          | Anthony Kosar    |
| 5ª       | 13      | 2013         | 2014            | 16          | Laura Tyler      |
| 6ª       | 15      | 2014         | 2014            | 15          | Rashaad Santiago |
| 7ª       | 14      | 2014         | 2015            | 16          | Dina Cimarusti   |
| 8ª       | 14      | 2015         | 2016            | 15          | Darla Edin       |
| 9ª       | 14      | 2015         | 2016            | 16          | Nora Hewitt      |
| 10ª      | 14      | 2016         | 2017            | 14          | Rob Seal         |
| 11ª      | 14      | 2017         | 2018            | 16          | Cig Neutron      |
| 12ª      | 10      | 2017         | 2019            | 12          | Andrew Freeman   |
| 13ª      | 10      | 2018         | 2020            | 12          | Matt Valentine   |